# (432101) Ngari
(432101) Ngari est un astéroïde de la ceinture principale.

## Description
(432101) Ngari est un astéroïde de la ceinture principale. Il fut découvert le 14 janvier 2009 à l'observatoire de Lulin par Ye Quan-Zhi et Hong Qin Lin. Il présente une orbite caractérisée par un demi-grand axe de 3,06 UA, une excentricité de 0,16 et une inclinaison de 27,9° par rapport à l'écliptique.

## Compléments